# Identisick
Identisick — четвёртый студийный альбом французской брутал дэт/грайндкор-группы Benighted, вышедший 10 февраля 2006 года на лейбле Adipocère Records.
Диск был записан на студии Kohlekeller Studio, Дармштадт, Гессен, Германия. В качестве гостей в альбоме приняли участие Кri из группы Kronos и Leif из Dew-Scented. В феврале 2006 года ударник Fred Fayolle покинул группу, на смену ему пришёл барабанщик Kevin Foley. В таком составе группа отправилась в тур в поддержку диска. Коллектив принял участие в фестивалях Tomawok Fest и The Death Feast Open. Тур продолжался до июня 2007 года. По возвращение из него группа подписала контракт с лейблом Osmose Prod.

## Список композиций
| №                   | Название                                   | Длительность |
| ------------------- | ------------------------------------------ | ------------ |
| 1.                  | «Nemesis»                                  | 3:32         |
| 2.                  | «Collapse»                                 | 3:47         |
| 3.                  | «Identisick»                               | 3:54         |
| 4.                  | «Sex-Addicted»                             | 3:55         |
| 5.                  | «Mourning Affliction»                      | 4:11         |
| 6.                  | «The Twins»                                | 3:21         |
| 7.                  | «Ransack the Soul»                         | 3:19         |
| 8.                  | «Blind to the World»                       | 3:58         |
| 9.                  | «Spiritual Manslaughter»                   | 3:18         |
| 10.                 | «Iscarioth»                                | 3:44         |
| 11.                 | «Suffer the Children» (Napalm Death cover) | 4:08         |
| Общая длительность: | Общая длительность:                        | 36:02        |

## Участники записи
- Julien Truchan — Вокал
- Olivier Gabriel — Гитара
- Liem N’Guyen — Гитара
- Eric Lombard — Бас
- Fred Fayolle — Ударные